# Деказвиль (кантон)
Деказви́ль (фр. Decazeville) — кантон во Франции, находится в регионе Юг — Пиренеи, департамент Аверон. Входит в состав округа Вильфранш-де-Руэрг.
Код INSEE кантона — 1210. Всего в кантон Деказвиль входят 7 коммун, из них главной коммуной является Деказвиль.

## Коммуны кантона
| Коммуна        | Население, чел. (2006) | Почтовый индекс | Код INSEE |
| -------------- | ---------------------- | --------------- | --------- |
| Альмон-ле-Жюни | 425                    | 12300           | 12004     |
| Буас-Паншо     | 509                    | 12300           | 12028     |
| Деказвиль      | 6 805                  | 12300           | 12089     |
| Ливиньяк-ле-О  | 1 126                  | 12300           | 12130     |
| Сен-Партан     | 445                    | 12300           | 12240     |
| Сен-Сантен     | 534                    | 12300           | 12246     |
| Фланьяк        | 888                    | 12300           | 12101     |

## Население
Население кантона на 2006 год составляло 10 328 человек.
| 1962   | 1968   | 1975   | 1982   | 1990   | 1999   | 2006   | 2007 |
| ------ | ------ | ------ | ------ | ------ | ------ | ------ | ---- |
| 13 782 | 15 308 | 14 884 | 13 434 | 11 897 | 10 732 | 10 328 | —    |